# Sixième arrondissement électoral du Nord (Cambrai) de 1830 à 1831
Le 6e arrondissement électoral du Nord était l'une des 8 circonscriptions législatives françaises que comptait le département du Nord  la première année de la Monarchie de Juillet.

## Description géographique et démographique
Le 6e arrondissement électoral du Nord était situé à la périphérie de l'agglomération Cambrésienne. Ceinturé entre le Pas-de-Calais, les arrondissements de Douai,  Valenciennes, Avesnes-sur-Helpe et le département de l'Aisne, la circonscription est centrée autour de la ville de Cambrai.  
Elle regroupait les divisions administratives suivantes : Canton de Cambrai-Est ; Canton de Cambrai-Ouest ; Canton de Carnières ; Canton du Cateau-Cambrésis ; Canton de Clary ; Canton de Marcoing et le Canton de Solesmes.

## Historique des députations
| Législature     | Début de mandat | Fin de mandat | Député élu                        | Parti politique  | Observations |
| --------------- | --------------- | ------------- | --------------------------------- | ---------------- | ------------ |
| Ire législature | 23 juin 1830    | 31 mai 1831   | Alexandre-César-Louis d'Estourmel | Minorité modérée |              |